# Красный Яр (Уренский район)
Красный Яр — деревня в составе Семёновского сельсовета в Уренском районе Нижегородской области.

## География
Находится на левом берегу реки Уста на расстоянии примерно 8 километров по прямой на юго-запад от районного центра города Урень.

## История
Деревня основана в 1930-х годах при организации лесосплавного участка. Позже стал работать участок леспромхоза и угольный завод. Производство было закрыто в 1956 году. В 1965 году в посёлок вошла деревня Перевоз. В 1978 было учтено 19 хозяйств и 51 житель, в 1994 — 61 и 167 соответственно.

## Население
Постоянное население составляло 162 человека (русские 99 %) в 2002 году, 99 — в 2010.